# Tiberius Cornelis Winkler
Tiberius Cornelis Winkler (1822-1897) fue un anatomista, zoólogo e historiador natural holandés, y el segundo restaurador de geología, paleontología y mineralogía en el Museo de Teyler en Haarlem. Sus aportes no sólo incluyen la traducción de la primera edición de El origen de las especies de Charles Darwin (1860), sino que también escribió una gran cantidad de escritos para popularizar la ciencia, en especial, la ciencia natural.

## Inicios
Winkler nació en 1822, en Leeuwarden, capital de Frisia. Ahí, asistió a la escuela primaria hasta que cumplió entre 12 y 13 años. Posteriormente, su padre enfocó su educación en el comercio de granos. Winkler usó su salario para poder solventar su educación en francés, alemán y posteriormente, inglés. El deseo de autoeducación y autodisciplina fueron cualidades características de Winkler durante toda su vida.
Winkler se casó en 1844 y comenzó a estudiar medicina para convertirse en cirujano. En 1850, Winkler se mudó a Haarlem con su esposa y sus cuatro hijos, para comenzar su educación en la universidad de cirujanos local. Se graduó dos años después y comenzó a practicar en Nieuwediep. Su primer paciente, un pescador, se quejaba de haber sido picado por un weever. Sus estudios lo llevaron posteriormente a la librería del museo de Teyler en Haarlem, y sus siguientes artículos sobre el weever en el popular diario Album der Natuur lo establecieron como experto en peces.

## En el Teyler
En el museo, el desarrolló interés en paleontología y geología. El restaurador, profesor Van Breda, lo animó a analizar los fósiles de peces dentro de la colección del museo. Debido a esto, la carrera de Winkler se vio impulsada y su trabajo fue publicado en Verhandelingen ('Transactions') de la sociedad de Teyler en 1859.
Su trabajo continuó con el estudio de los fósiles de peces de la Caliza de Solnhofen de Alemania, y para completar el catálogo de la colección de fósiles de peces del museo. Esto impresionó al director del museo, quien impulsó a Winkler a realizar el mismo proceso para otras colecciones del museo. Un año después de que terminara el catálogo, y a pesar de que fue forzado a trabajar en condiciones insalubres durante su práctica médica. 
En 1864 fue propuesto como conservador del Gabinete de Paleontología y Mineralogía del museo, puesto que ocupó hasta su muerte en 1897. Winkler comenzó inmediatamente a trabajar en la colección completa de fósiles del museo, que en ese momento se hallaba desorganizada y sin documentar. Siguiendo el consejo de Pieter Harting, naturalista de Utrecht, Winkler aplicó un sistema numérico dividido por eras: Paleozoico, Mesozoico y Cenozoico, y ordenados de «alto» a «bajo». Este sistema, y el modo en que fue aplicado, demuestra la influencia de la teoría de la evolución de Charles Darwin. Winkler completó el catálogo en 1896, durante ese tiempo, publicó seis volúmenes y cinco suplementos, documentando un total de 15 458 fósiles. Winkler también catalogó la colección de minerales del museo.

## Publicaciones
Winkler fue un fomentador active de la ciencia. Él escribió más de 100 artículos, muchos de ellos con el propósito de educar al público general. Muchos de estosa artículos aparecen en el Album der Natuur (Álbum de la naturaleza).
Igualmente, Winkler tradujo numerosos trabajos científicos al neerlandés. Los más famosos fueron el origen de las especies de Charles Darwin, que fue publicado en neerlandés un año después de su publicación en inglés en 1859. Winkler también se conoció como defensor de la teoría de la evolución, hasta el grado de no permitir el cuestionamiento de la posición del hombre en la cadena evolutiva.
Winkler también fue un defensor del Volapük, un lenguaje construido inventado por el sacerdote católico Johann Martin Schleyer.